# ラ・アラウカニア州

ラ・アラウカニア州
IX Región de la Araucanía

ラ・アラウカニア州（Región de la Araucanía）＝IX州（第九州）は、南アメリカ大陸チリ共和国の中部にある州である。州都はテムコ。面積は31,842.3km2、人口は957,224人（2017年国勢調査）。

## 名称
州名のアラウカニアとは、マプーチェ語で「泥の水」の意である地名Araucoから来ていると言われており、一般に信じられているケチュア語で「反逆者」を意味するaraucoではない。

## 地理
主な観光地はビリャリカ湖(en)に面したプコン。

## 歴史
ラ・アラウカニア州はインカ帝国やスペインの侵攻に対抗し続けたマプーチェ人の故地であり、アラウカニア制圧作戦後の1885年にチリに併呑された。

## 隣接州
- ビオビオ州
- ネウケン州
- ロス・リオス州

## 行政区分
州は2つの県に区分され、北部はマレコ県、南部はカウティーン県。
カウティーン県
首府：テムコ
1 カラウエ
2 チョルチョル
3 クンコ
4 クラレウエ
5 フレイレ
6 ガルバリーノ
7 ゴルベア
8 ラウタロ
9 Loncoche
10 Melipeuco
11 Nueva Imperial
12 Padre Las Casas
13 Perquenco
14 Pitrufquén
15 プコン
16 サアベドラ
17 テムコ
18 Teodoro Schmidt
19 トルテン
20 Vilcún
21 ビジャリカ/ビリャリカ
マレコ県
首府：アンゴル
22 アンゴル
23 コジプジ
24 es:Curacautín
25 エルシーリャ
26 ロンキマイ
27 ロス・ソウス
28 ルマコ
29 プレン
30 レナイコ
31 トライゲン
32 Victoria